# Епархия Сучитепекаса-Реталулеу

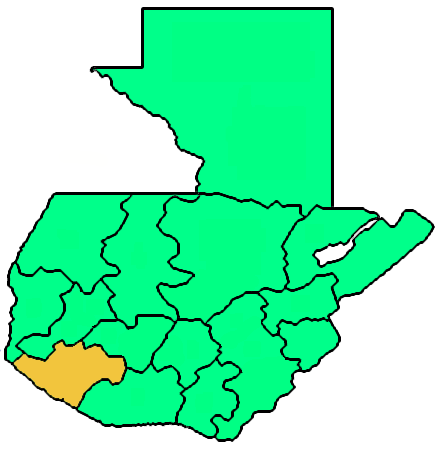
Карта епархии Сучитепекаса — Реталулеу

Епархия Сучитепекаса — Реталулеу (лат. Dioecesis Suchitepequensis-Retalhulensis) — епархия Римско-Католической церкви с центром в городе Сучитепекас, Гватемала. Епархия Сучитепекаса — Реталулеу распространяет свою юрисдикцию на департаменты Сучитепекас и Реталулеу. Кафедральным собором епархии Сучипетекаса — Реталулеу является церковь святого Варфоломея.

## История
31 декабря 1996 года Римский папа Иоанн Павел II издал буллу Ad aptius consulendum, которой учредил епархию Сучитепекаса — Реталулеу, выделив её из архиепархия Лос-Альтос Кесальтенанго-Тотонипакана.

## Ординарии епархии
- епископ Pablo Vizcaino Prado (31.12.1996 — по настоящее время).

## Источник
- Annuario Pontificio, Libreria Editrice Vaticana, Città del Vaticano, 2003, ISBN 88-209-7422-3
- Булла Ad aptius consulendum  (лат.)